# Steve Konchalski
Stephen J. Konchalski, detto Steve (Queens, 11 aprile 1945), è un allenatore di pallacanestro canadese.

## Carriera
Ha guidato il Canada ai Campionati mondiali del 1998 e a due edizioni dei Campionati americani (1995, 1997).
Si è ritirato nel marzo 2021, dopo 46 anni di carriera alla Saint Francis Xavier University.